# Liste des partis politiques en Thaïlande
Cet article dresse une liste des partis politiques en Thaïlande, actuels, dissous ou disparus, et qui ont au moins eu un siège à la Chambre des représentants ou participé à un gouvernement de coalition.
Au 22 mai 2025, la Commission électorale thaïlandaise compte au total 78 partis politiques toujours en activité.

## Liste

### Partis politiques en activité

#### Représentés à laChambre des représentants
| Nom | Nom                                                        | Fondation         | Chef actuel               | Sièges remportés lors de la dernière élection | Nombre actuel de sièges |
| --- | ---------------------------------------------------------- | ----------------- | ------------------------- | --------------------------------------------- | ----------------------- |
|     | Parti démocrate (DEM) ประชาธิปัตย์ (ปชป.)                     | 6 avril 1946      | Chalermchai Sriorn        | 25 / 500                                      | 25                      |
|     | Pheu Thai (PT) เพื่อไทย (พท.)                                | 20 septembre 2007 | Paethongtarn Shinawatra   | 141 / 500                                     | 142                     |
|     | Développement national (DN) ชาติพัฒนา (ชพ.)                  | 3 octobre 2007    | Tewan Liptapallop         | 2 / 500                                       | 3                       |
|     | Développement national thaïlandais (DNT) ชาติไทยพัฒนา (ชทพ.) | 18 avril 2008     | Varawut Silpa-archa       | 10 / 500                                      | 10                      |
|     | Fierté thaïe (FT) ภูมิใจไทย (ภท.)                            | 5 novembre 2008   | Anutin Charnvirakul       | 71 / 500                                      | 69                      |
|     | Nouvelle Démocratie (ND) ประชาธิปไตยใหม่ (ปธม.)              | 21 avril 2011     | Surathin Pichan           | 1 / 500                                       | 1                       |
|     | Peuple (PP) ประชาชน (ปชน.)                                 | 7 août 2012       | Natthaphong Ruangpanyawut |                                               | 143                     |
|     | Libéral thaïlandais (LT) เสรีรวมไทย (สร.)                   | 29 août 2013      | Seripisut Temiyavet       | 1 / 500                                       | 1                       |
|     | Palang Pracharat (PPR) พลังประชารัฐ (พปชร.)                  | 2 mars 2018       | Prawit Wongsuwan          | 40 / 500                                      | 20                      |
|     | Prachachart (PCC) ประชาชาติ (ปช.)                           | 31 octobre 2018   | Tawee Sodsong             | 9 / 500                                       | 9                       |
|     | Juste (PJ) เป็นธรรม (ปธ.)                                   | 11 décembre 2018  | Pitiphong Temcharoen      | 1 / 500                                       | 1                       |
|     | Klatham (KT) กล้าธรรม (กธ.)                                 | 7 avril 2020      | Narumon Pinyosinwat       |                                               | 26                      |
|     | Thai Sang Thai (TST) ไทยสร้างไทย (ทสท.)                     | 23 mars 2021      | Sudarat Keyuraphan        | 6 / 500                                       | 6                       |
|     | Nation thaïe unie (NTU) รวมไทยสร้างชาติ (รทสช.)              | 31 mars 2021      | Phiraphan Salirathawiphak | 36 / 500                                      | 36                      |
|     | Thai Ruam Phalang (TRP) ไทยรวมพลัง (ทร.)                    | 25 octobre 2021   | Wasawat Puangprasri       | 2 / 500                                       | 2                       |
|     | Progrès thaï (PRG) ไทยก้าวหน้า (กทน.)                        | 1er juillet 2022  | Watcharapol Busamongkol   |                                               | 1                       |

#### Représentés localement

##### Conseil métropolitain de Bangkok
| Nom | Nom              | Nom  | Sièges |
| --- | ---------------- | ---- | ------ |
|     | Pheu Thai        | PT   | 28     |
|     | Peuple           | PP   | 11     |
|     | Parti démocrate  | DEM  | 7      |
|     | Thai Sang Thai   | TST  | 1      |
|     | Parti économique | ECON | 1      |

##### Organisations administratives provinciales
| Parti | Parti                              | Parti | Présidents affiliés au parti |
| ----- | ---------------------------------- | ----- | ---------------------------- |
|       | Pheu Thai                          | PT    | 17                           |
|       | Développement national thaïlandais | DNT   | 1                            |
|       | Peuple                             | PP    | 1                            |

#### Extra-parlementaires
| Nom | Nom                                                              | Fondation       | Chef actuel                   | Derniers sièges remportés                    |
| Nom | Nom                                                              | Fondation       | Chef actuel                   | Chambre des représentants (année d'élection) |
| --- | ---------------------------------------------------------------- | --------------- | ----------------------------- | -------------------------------------------- |
|     | Citoyen thaï (CT) ประชากรไทย (ปชท.)                              | 9 mars 1979     | Kanisorn Sammaluan            | 18 / 393 (1996)                              |
|     | Nouvelle aspiration (NA) ความหวังใหม่ (ควม.)                       | 11 octobre 1990 | Chingchai Mongkholtham        | 36 / 500(2001)                               |
|     | Palang Burapha (PB) พลังบูรพา (พบ.)                                | 4 mai 2011      | Chaon Maniwong                | 7 / 500(2011)                                |
|     | Professeurs thaïs pour le peuple (PTPP) ครูไทยเพื่อประชาชน (ค.พ.ช.) | 28 juin 2011    | Komkrit Phuddee               | 1 / 500(2023)                                |
|     | Pouvoir local thaï (PLT) พลังท้องถิ่นไท (พทท.)                       | 30 mars 2012    | Somyot Laksanasomboon         | 3 / 500(2019)                                |
|     | Protection des Forêts (PF) รักษ์ผืนป่า (รป.)                         | 9 janvier 2013  | Udomphan Inthayotha           | 2 / 500(2019)                                |
|     | Nouveau Palang Dharma (NPD) พลังธรรมใหม่ (พธม.)                    | 2 mars 2018     | Ravi Maschamadol              | 1 / 500(2019)                                |
|     | Civilisé thaï (CVT) ไทยศรีวิไลย์ (ทศล.)                             | 2 mars 2018     | Vacant                        | 1 / 500(2019)                                |
|     | Nouvelle Économie (NÉ) เศรษฐกิจใหม่ (ศม.)                          | 2 mars 2018     | Montree Santichaikun          | 6 / 500(2019)                                |
|     | Coalition d'Action (CA) รวมพลัง (รพ.)                             | 25 mai 2018     | Phumi Thueksuban              | 5 / 500(2019)                                |
|     | Peuple thaï ปวงชนไทย                                             | 7 juillet 2018  | Ekkasit Kunanantakul          | 1 / 500(2019)                                |
|     | Parti économique (ECON) เศรษฐกิจ                                  | 10 août 2018    | Rangsi Kittiyanathap          | 1 / 500(2019)                                |
|     | Parti indépendant (I) ก้าวอิสระ (ก.อ.)                             | 29 octobre 2018 | Kachporn Werot                | 1 / 500(2019)                                |
|     | Pour la Nation thaïe (PLNT) เพื่อชาติไทย (พ.ชต.ท.)                  | 30 octobre 2018 | Khatathep Techadetcharuangkun | 1 / 500(2019)                                |
|     | Nouveau Pouvoir social (NPS) พลังสังคมใหม่ (พ.ส.ม.)                 | 17 mars 2021    | Vichai Rakbida                | 1 / 500(2019)                                |
|     | Comtés thaïs (CT) ท้องที่ไทย (ท.)                                   | 17 mars 2021    | Boonpeng Srinuan              | 1 / 500(2023)                                |
|     | Nouveau Parti (N) ใหม่ (ม.)                                       | 17 mai 2022     | Kaval Soshu                   | 1 / 500(2023)                                |